# Fractura de Monteggia
La fractura de Monteggia es una fractura del tercio proximal del cúbito con luxación de la cabeza proximal del radio . Lleva el nombre del cirujano italiano Giovanni Battista Monteggia (1762-1815).

## Epidemiología
Igual frecuencia en adultos y niños.

## Etiología
Las causas de estas fracturas son por:
- Caída con el antebrazo en pronación forzada
- Golpe directo en situaciones de defensa, en donde la persona se cubre con el antebrazo para no ser golpeada directamente.

## Diagnóstico
El diagnóstico como en todas las fracturas, se basa en la clínica y la radiografía de la estructura anatómica lesionada. La luxación a nivel del codo se puede observar por la gran deformidad e impotencia funcional.

### Clasificación
Hay cuatro tipos (dependiendo del desplazamiento de la cabeza radial):
- I: Tipo de extensión (60%) el eje del cúbito se angula anteriormente (se extiende) y la cabeza radial se disloca anteriormente.
- II: Tipo de flexión (15%) el eje del cúbito se angula hacia atrás (se flexiona) y la cabeza radial se disloca hacia atrás.
- III: Tipo lateral (20%) el eje del cúbito se angula lateralmente (doblado hacia afuera) y la cabeza radial se disloca hacia un lado.
- IV: Tipo combinado (5%) la diáfisis del cúbito y la diáfisis del radio están fracturadas y la cabeza del radio está dislocada, por lo general en sentido anterior.

Estos se conocen como los tipos Bado

## Tratamiento
El tratamiento generalmente es ortopédico en los niños, y mediante osteosintesis en adultos.